# Kvantna hromodinamika
U teoretskoj fizici, kvantna hromodinamika (QCD) je teorija jake interakcije kvarkova i gluona, fundamentalnih čestica koje sačinjavaju kompozitne hadrone kao što su protoni, neutroni i pioni. QCD je nekomutativna gejdž kvantne teorije polja grupe simetrije SU(3). QCD analog električnog naboja je svojstvo koje se naziva boja. Gluoni su nosioci sile teorije, kao što su fotoni za elektromagnetnu silu u kvantnoj elektrodinamici. Teorija je važan deo standardnog modela fizike čestica. Veliki broj eksperimentalnih dokaza za QCD je prikupljen tokom godina.
QCD ispoljava dva glavna svojstva:
- Ograničenje boje: Ovo je posledica konstantne sile između dva obojena naboja dok su razdvajaju. Da bi se povećalo razdvajanje između dva kvarka unutar hadrona, potrebne su sve veće količine energije. Na kraju, ova energija postaje toliko velika da spontano proizvodi par kvark-antikvark, pretvarajući početni hadron u par hadrona umesto da proizvodi izolovani obojeni naboj. Iako analitički nedokazano, ograničenje boje je dobro uspostavljeno iz kalkulacija  rešetki i decenija eksperimenata.[1]

- Asimptotska sloboda: postojana redukcija snage interakcija između kvarkova i gluona, kako se energetska skala tih interakcija povećava (a odgovarajuća skala dužine smanjuje). Asimptotičku slobodu QCD-a otkrili su 1973. godine Dejvid Gros i Frenk Vilček,[2] i nezavisno Dejvid Policer iste godine.[3] Za ovaj rad su njih troje podelili Nobelovu nagradu za fiziku 2004. godine.[4]

## Terminologija
Fizičar Mari Gel-Man je skovao reč kvark u njenom sadašnjem smislu. Reč potiče od fraze „Tri kvarka za Mаster Markа” iz knjige Finegangovo bdenje Džejmsа Džojsа. Dana 27. juna 1978. Gel-Man je napisao privatno pismo uredniku Oksfordskog engleskog rečnika, u kojem je izjavio da je bio pod uticajem Džojsovih reči: „Aluzija na tri kvarka izgledala je savršeno.” (Originalno su bila otkrivena samo tri kvarka.)
Tri vrste naboja u QCD (za razliku od jednog u kvantnoj elektrodinamici) obično se nazivaju „obojenim nabojima” po slobodnoj analogiji sa tri boje (crvena, zelena i plava) koje ljudi mogu da vide. Osim ove nomenklature, kvantni parametar boja je potpuno nepovezan sa svakodnevnim poznatim fenomenom boje.
Sila između kvarkova je poznata kao sila boje ili jaka interakcija, i odgovorna je za jaku nuklearnu silu. 
Pošto se teorija električnog naboja naziva „elektrodinamika”, grčka reč χρῶμα hroma „boja” se koristi u teoriji obojenog naboja, „hromodinamici”.

## Istorija
Izumom komora sa mehurićima i varnične komore tokom 1950-ih, u eksperimentalnoj fizici čestica je otkriven veliki i stalno rastući broj čestica zvanih hadroni. Činilo se da zbog tako velikog broj čestica ne mogu sve da budu fundamentalne. Prvo su čestice klasifikovane po naelektrisanju i izospinu od strane Judžina Vignera i Vernera Hajzenberga; a zatim u periodu 1953–56, po čudnosti doprinosom Mari Gel-Mana i Kazuhiko Nišijime (pogledajte Gel-Man–Nišijiminu formulu). Da bi se stekao bolji uvid, hadroni su sortirani u grupe koje imaju slične osobine i mase upotrebom osmostrukog pristupa, koji su 1961. izumeli Gel-Man i Juval Ne'eman. Gel-Man i Džordž Cvejg, ispravljajući raniji pristup Šoičija Sakate, predložili su 1963. godine da se struktura grupa može objasniti postojanjem tri ukusa manjih čestica unutar hadrona: kvarkova.

## Literatura
- Greiner, Walter; Schäfer, Andreas (1994). Quantum Chromodynamics. Springer. ISBN 978-0-387-57103-4.
- Halzen, Francis; Martin, Alan (1984). Quarks & Leptons: An Introductory Course in Modern Particle Physics. John Wiley & Sons. ISBN 978-0-471-88741-6.
- Creutz, Michael (1985). Quarks, Gluons and Lattices. Cambridge University Press. ISBN 978-0-521-31535-7.
- Bacciagaluppi, Guido; Valentini, Antony (2009), Quantum theory at the crossroads: reconsidering the 1927 Solvay conference, Cambridge, UK: Cambridge University Press, стр. 9184, Bibcode:2006quant.ph..9184B, ISBN 978-0-521-81421-8, OCLC 227191829, arXiv:quant-ph/0609184
- Bernstein, Jeremy (2009), Quantum Leaps, Cambridge, Massachusetts: Belknap Press of Harvard University Press, ISBN 978-0-674-03541-6
- Cramer, JG (2015). The Quantum Handshake: Entanglement, Nonlocality and Transactions. Springer Verlag. ISBN 978-3-319-24642-0.
- Greenberger, Daniel, Hentschel, Klaus, Weinert, Friedel (Eds.) Compendium of Quantum Physics. ISBN 978-3-540-70626-7.. Concepts, Experiments, History and Philosophy, New York: Springer, 2009. .
- Jammer, Max (1966), The conceptual development of quantum mechanics, New York: McGraw-Hill, OCLC 534562
- Jammer, Max (1974), The philosophy of quantum mechanics: The interpretations of quantum mechanics in historical perspective, New York: Wiley, ISBN 0-471-43958-4, OCLC 969760
- F. Bayen, M. Flato, C. Fronsdal, A. Lichnerowicz and D. „Sternheimer, Deformation theory and quantization I,and II”. Ann. Phys. (N.Y.). 111 (1978): 61—151..
- D. Cohen, An Introduction to Hilbert Space and Quantum Logic, Springer-Verlag, 1989. This is a thorough and well-illustrated introduction.
- Finkelstein, D. (1969), „Matter, Space and Logic”, Boston Studies in the Philosophy of Science, Boston Studies in the Philosophy of Science, V, стр. 1969, ISBN 978-94-010-3383-1, doi:10.1007/978-94-010-3381-7_4.
- A. Gleason. Measures on the Closed Subspaces of a Hilbert Space (1957). Journal of Mathematics and Mechanics.,
- R. Kadison. (1951). „Isometries of Operator Algebras”. Annals of Mathematics. 54: 325—38.
- G. Ludwig (1983). Foundations of Quantum Mechanics. Springer-Verlag.
- G. Mackey. Mathematical Foundations of Quantum Mechanics, W. A. Benjamin, 1963 (paperback reprint by Dover 2004).
- R. Omnès. (1999). Understanding Quantum Mechanics. Princeton University Press.. (Discusses logical and philosophical issues of quantum mechanics, with careful attention to the history of the subject).
- N. Papanikolaou (2005). „Reasoning Formally About Quantum Systems: An Overview”. ACM SIGACT News. 36 (3): 51—66.
- C. Piron (1976). Foundations of Quantum Physics., W. A. Benjamin,
- Hermann Weyl (1950). The Theory of Groups and Quantum Mechanics. Dover Publications.
- A. Whitaker (2011). The New Quantum Age: From Bell's Theorem to Quantum Computation and Teleportation. Oxford University Press. ISBN 978-0-19-958913-5.
- Stephen Hawking (2011). The Dreams that Stuff is Made of. Running Press. ISBN 978-0-76-243434-3.
- A. Douglas Stone (2006). Einstein and the Quantum, the Quest of the Valiant Swabian. Princeton University Press.
- Richard P. Feynman. (2006). QED: The Strange Theory of Light and Matter. Print: Princeton University Press..
- Pais, Abraham; (1986). „Written by a former Einstein assistant at Princeton”. Inward Bound – Of Matter & Forces in the Physical World. Oxford University Press., this is a beautiful detailed history of modern fundamental physics, from 1895 (discovery of X-rays) to 1983 (discovery of vectors bosons at CERN).
- Richard Feynman; Lecture Notes in Physics. Princeton University Press: Princeton (1986).
- Richard Feynman; QED. Princeton University Press: Princeton (1982).
- Weinberg, Steven; (1995). The Quantum Theory of Fields - Foundations (vol. I). Cambridge University Press.  The first chapter (pp. 1–40) of Weinberg's monumental treatise gives a brief history of Q.F.T., p. 608.
- Weinberg, Steven;. The Quantum Theory of Fields - Modern Applications. ISBN 0-521-55001-7. (vol. II), Cambridge University Press:Cambridge, U.K. (1996) , pp. 489.
- Weinberg, Steven;. The Quantum Theory of Fields – Supersymmetry. ISBN 0-521-55002-5. (vol. III), Cambridge University Press:Cambridge, U.K. (2000) , pp. 419.
- Schweber, Silvan S.; (1994). QED and the men who made it: Dyson, Feynman, Schwinger, and Tomonaga. Princeton University Press. ISBN 0-691-03327-7.
- Ynduráin, Francisco José; (1983). Quantum Chromodynamics: An Introduction to the Theory of Quarks and Gluons. Springer Verlag. ISBN 0-387-11752-0., New York
- Miller, Arthur I.; (1995). Early Quantum Electrodynamics : A Sourcebook. Cambridge University Press. ISBN 0-521-56891-9.
- Schwinger, Julian; (1958). Selected Papers on Quantum Electrodynamics. Dover Publications. ISBN 0-486-60444-6., Inc.
- O'Raifeartaigh, Lochlainn; (1997). The Dawning of Gauge Theory. Princeton University Press. ISBN 0-691-02977-6.(May 5, 1997)
- Cao, Tian Yu; (1997). Conceptual Developments of 20th Century Field Theories. Cambridge University Press. ISBN 0-521-63420-2.
- Darrigol, Olivier; La genèse du concept de champ quantique, Annales de Physique (France) 9 (1984) pp. 433–501. Text in French, adapted from the author's Ph.D. thesis.
- I. Montvay and G. Münster, (1997). Quantum Fields on a Lattice. Cambridge University Press.
- J. Smit (2002). Introduction to Quantum Fields on a Lattice. Cambridge University Press.
- H. Rothe (2005). Lattice Gauge Theories, An Introduction. World Scientific.
- T. DeGrand and C. DeTar (2006). Lattice Methods for Quantum Chromodynamics. World Scientific.
- C. Gattringer and C. B. Lang (2010). Quantum Chromodynamics on the Lattice. Springer.

## Dodatna literatura
- Frank Wilczek (2000). „QCD made simple” (PDF). Physics Today. 53 (8): 22—28. Bibcode:2000PhT....53h..22W. doi:10.1063/1.1310117.

## Spoljašnje veze
- „Quantum Chromodynamics”. arXiv:abs/hepph/9505231  Проверите вредност параметра |arxiv= (помоћ).